# Merriam-Taschenratte
Die Merriam-Taschenratte (Cratogeomys merriami, Syn.: Pappogeomys merriami) ist eine in Zentralmexiko vorkommende Art aus der Familie der Taschenratten. Sie bewohnt offene und bewaldete Hochlagen im südlichen Teil des Tals von Mexiko und lebt zumeist unterirdisch. Die Benennung der Art geht auf das Jahr 1893 zurück, das Artepitheton merriami ehrt den amerikanischen Zoologen und Ethnographen Clinton Hart Merriam. Untersuchungen im Jahr 2005 ergaben, dass die ursprüngliche Definition der Merriam-Tasschenratte einen Artenschwarm darstellt. Der Bestand gilt als nicht bedroht.

## Merkmale
Die Merriam-Taschenratte ist ein relativ großer Vertreter der Taschenratten. Eine Untersuchung von 91 Individuen in Morelos ergab eine durchschnittliche Gesamtlänge der Weibchen von 34,6 cm und der Männchen von 36 cm. Das durchschnittliche Gewicht der Weibchen lag bei 676 g, bei Männchen bei 757 g. Ein einzelnes Individuum besaß eine Kopf-Rumpf-Länge von 29,5 cm und eine Schwanzlänge von 9,5 cm. Das Fell ist insgesamt kurz und weich. Die Fellfarbe der Merriam-Taschenratte ist sehr variabel. Sie reicht am Rücken von matt kastanienbraun bis schieferschwarz. Die Unterseite ist ähnlich gefärbt, jedoch heller. Rund um die Ohren tritt ein dunkler Farbfleck auf, der bei anderen nahe verwandten Arten vorkommende helle Farbfleck an der Schwanzbasis ist nicht ausgebildet. Der Schwanz besitzt nur eine spärliche Fellbedeckung. Die Hinterfußlänge ohne Kralle beträgt 41 mm, die längste Kralle misst 15 mm.
Der Schädel wird 64 mm lang und an den Jochbögen 48 mm breit. Allgemein charakterisiert er sich durch seinen breiten, kräftigen Bau. Die Jochbögen laden vorn sehr breit aus, verjüngen sich nach hinten aber etwas. Von nahe verwandten Arten kann die Merriam-Taschenratte durch einen keilförmigen unteren Abschnitt des Hinterhauptsbeins (Pars basilaris) unterschieden werden, der mit über 4 mm relativ breit ist. Die Mexikanische Taschenratte (Cratogeomys castanops) besitzt hier einen schmalen, parallelseitigen Knochen. Außerdem ist bei der Merriam-Taschenratte der Jochbeinfortsatz des Schläfenbeins am Kontaktpunkt mit dem Schläfenbeinfortsatz des Jochbeins mit über 2,5 mm sehr dick. Die vorderen Schneidezähne sind sehr lang und massiv sowie dicker als breit.

## Verbreitung und Lebensraum

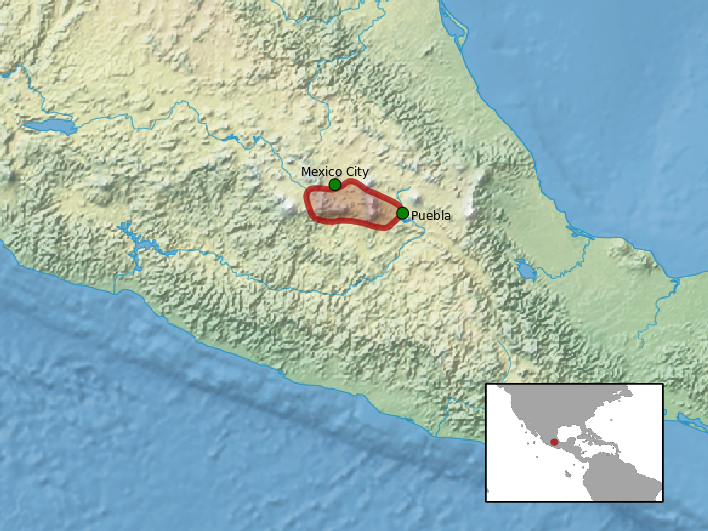
Verbreitungsgebiet der Merriam-Taschenratte

Die Merriam-Taschenratte ist verstreut im zentralen Bereich Mexikos verbreitet. Hauptsächlich kommt sie im südlichen Teil des Tals von Mexiko und den angrenzenden Regionen vor, so in der Sierra de Las Cruces und der Sierra de Ajusco, im Bereich um die Zwillingsvulkane Popocatépetl und Iztaccíhuatl sowie vom Río Lerma im Tal von Toluca ostwärts bis in das westliche Puebla. Die gesamte besiedelte Fläche wird mit weniger als 20.000 km² angegeben. Der Lebensraum erstreckt sich auf einer Höhe von 1800 bis 4000 Meter. Die Art ist in Grasländern und Wäldern bestehend aus Kiefern und Eichen gemäßigter Klimate heimisch, kann aber auch auf landwirtschaftlich genutztem Gelände wie Weideland angetroffen werden. Allgemein gilt die Merriam-Taschenratte als relativ häufig.

## Lebensweise

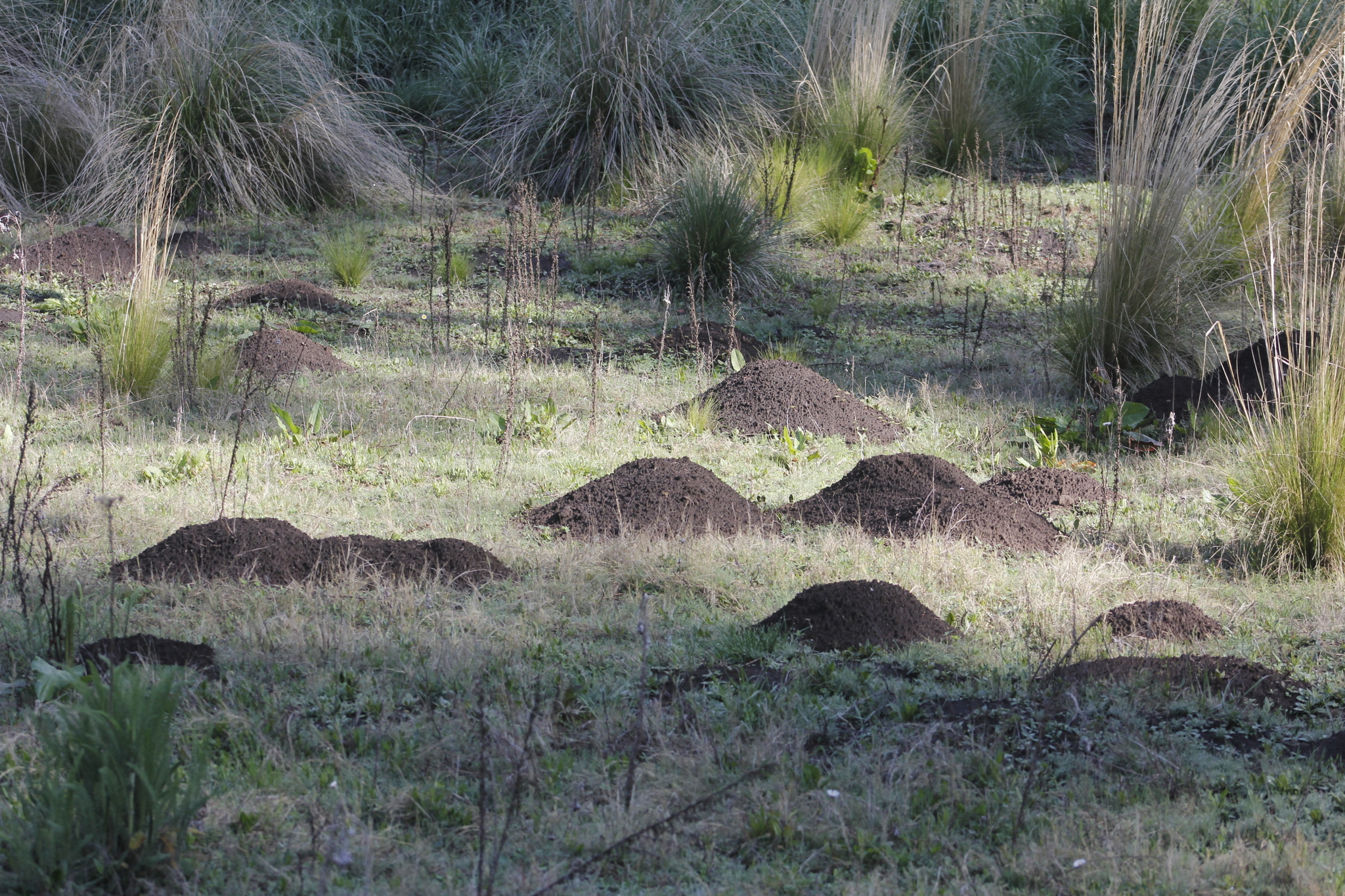
Ausgeworfene Erdhügel der Merriam-Taschenratte

Die Merriam-Taschenratte ist ein Einzelgänger, ihre Aktivitäten und Häufigkeit variieren im Laufe des Jahres. Die Tiere sind vor allem im Dezember und Januar sehr aktiv, die geringste Aktivität wurde im Mai Juni verzeichnet. Sie graben unterirdische Baue, deren Eingänge in Form von ausgeworfenem Erdmaterial einen Durchmesser von 25 bis 45 cm erreichen. Die Hügel sind umso größer, je dünner die Vegetationsdecke ist, die größten Erdhügel wurden jeweils im Frühjahr beobachtet. Aufgrund der Grabungsaktivitäten gilt die Merriam-Taschenratte auf Farm- und Weideland häufig als „Schädling“, da sie durch das Bodenwühlen zur Erosion beiträgt und die Zusammensetzung der Vegetation beeinflusst. Allerdings hat das Auflockern der Erde vor allem bei festen Böden auch einen positiven Effekt. Insgesamt wird ihr negativer Einfluss überbewertet. Das Vordringen auf landwirtschaftlich genutzte Flächen beginnt von ungestörten Waldflächen aus, während einer neunmonatigen Studie in den Jahren 1993 und 1994 überprägten die Tiere 6,7 % einer 1,3 ha großen Weidefläche, wobei ihre Aktivitäten mit zunehmender Vegetation und im Verlauf der Regenzeit zurückgingen.
Die Fortpflanzung findet ganzjährig statt, es gibt jedoch eine verstärkte Geburtenrate während der Trockenzeit von Oktober bis März. Dies hat zur Folge, dass nach den erhöhten Niederschlägen während der Regenzeit die Vegetationsdecke dichter ist und somit genügend Nahrung zur Aufzucht der Jungen zur Verfügung stehen, ebenso wie die Baue weniger von Überflutung bedroht sind. Ein Weibchen trägt im Durchschnitt drei Embryos.
Zu den äußeren Parasiten der Merriam-Taschenratte gehören unter anderem Haarlinge der Gattung Geomydoecus.

## Systematik
Die Merriam-Taschenratte ist eine Art aus der Gattung Cratogeomys innerhalb der Familie der Taschenratten (Geomyidae). Die Gattung Cratogeomys umfasst neben der Merriam-Taschenratte rund ein halbes Dutzend weiterer Arten, die sich morphologisch und genetisch in zwei Artengruppen teilen lassen. Die fumosus-Gruppe enthält dabei C. fumosus und C. planiceps (ursprünglich gymnurus-Gruppe genannt), die castanops-Gruppe umfasst neben der Merriam-Taschenratte auch C. castanops, C. goldmani, C. fulvescens und C. perotensis. Die Aufteilung in zwei Artengruppen geht auf R. J. Russell zurück, der im Jahr 1968 die gymnurus-Gruppe von der castanops-Gruppe abtrennte, erstere enthielt fünf, letzterer zwei Arten. Genetische Untersuchungen, die im Jahr 2004 von Mark S. Hafner und Forscherkollegen veröffentlicht wurden, zeigten aber, dass sich innerhalb der gymnurus-Gruppe nur zwei Arten identifizieren ließen. Da die Typusart C. gymnurus dabei nicht als eigenständig ausgehalten werden konnte, wurde der Artkomplex in fumosus-Gruppe umbenannt. Eine im Jahr darauf von der gleichen Expertengruppe publizierte genetische Studie der castanops-Gruppe kam zu dem Ergebnis, dass die Merriam-Taschenratte zwei kryptische Arten enthielt, die mit C. fulvescens und C. perotensis bezeichnet wurden. Auf morphologischem Wege konnten die beiden Artengruppen anhand des Baus des Processus mastoideus unterschieden werden, der bei der fumosus-Gruppe ausladend groß, bei der castanops-Gruppe aber eher klein gebaut ist.
Die wissenschaftliche Erstbeschreibung der Merriam-Taschenratte legte Oldfield Thomas im Jahr 1893 unter der Bezeichnung Geomys merriami vor, womit er die Art zu den Flachland-Taschenratten stellte. Für die Beschreibung stand Thomas ein Exemplar zur Verfügung, das seinen Angaben zufolge aus dem südlichen Mexiko stammte. Mit dem Artnamen merriami ehrte er den US-amerikanischen Zoologen Clinton Hart Merriam. Merriam selbst legte zwei Jahre später den Gattungsnamen Cratogeomys fest und engte den Lebensraum der nach ihm benannten Taschenratte auf den südlichen Teil des Tals von Mexiko ein. Teilweise wurde die Merriam-Taschenratte zusammen mit den anderen Vertretern der Gattung innerhalb von Pappogeomys geführt, was Russell im Jahr 1968 bei einer Revision der Taschenratten veranlasste. Allerdings wurde der eigene Gattungsstatus für Cratogeomys 1982 wieder anerkannt, teilweise führten einige Wissenschaftler diesen bis in die 1990er Jahre noch als Untergattung von Pappogeomys.

## Bedrohung und Schutz
Es sind keine größeren Bedrohungsfaktoren für den Bestand der Merriam-Taschenratte bekannt. Zwar kommt es in Teilen des Verbreitungsgebietes zum Schwund von Lebensraum durch die Ausbreitung von landwirtschaftlichen Nutzflächen, die Art ist aber sehr anpassungsfähig. Trotz des nur beschränkten Verbreitungsgebietes stuft die IUCN die Merriam-Taschenratte als „nicht gefährdet“ (least concern) ein. Ihr Vorkommen überschneidet sich mit einzelnen geschützten Gebieten.

## Belege